# 藺益
藺益（1479年—？），字汝謙，陝西西安府長安縣人，民籍，明朝政治人物。

## 生平
正德二年（1507年）丁卯科陝西鄉試第四十名舉人，十二年（1517年）中式丁丑科會試第三百五十名，三甲第二百一十九名進士。工部觀政，授行人司行人，升行人司副。

## 家族
曾祖藺成；祖父藺寬；父藺廣，壽官。母盧氏。慈侍下。